# Grigorovich M-24
Grigorovich M-24 là một loại tàu bay hai tầng cánh của Liên Xô trong thập niên 1920.